# Dat bedroch der vrouwen
Dat bedroch der vrouwen is een zestiende-eeuwse themabundel over hoe mannen in verleden en heden door vrouwen bedrogen zijn. Het werd ergens tussen 1528 en 1531 samengesteld en gedrukt door de Antwerpse drukker, uitgever en vertaler Jan van Doesborch. Hierbij speelde Doesborch in op eeuwenoude anti-feministische sentimenten - waartegen Christine de Pizan (ca. 1364-ca. 1430) ruim een eeuw eerder haar welluidende stem en scherpe pen verhief - maar desondanks is Dat bedroch der vrouwen geen vrouwonvriendelijk boek en evenmin een vertegenwoordiger van middeleeuwse vrouwenhaat; daarvoor is het te 'vrolijk'. Om de (vrouwelijke) critici (die er wel degelijk waren) de wind uit de zeilen te nemen publiceerde Jan van Doesborch een tweede, vergelijkbare themabundel, getiteld Dat bedroch der mannen - dit werk behandelde hoe vrouwen in verleden en heden door mannen bedrogen zijn.

## Overlevering
Noch Dat bedroch der vrouwen, noch Dat bedroch der mannen is bewaard gebleven als Doesborch-druk, maar wel als andermans herdruk. Het enig compleet bewaard gebleven exemplaar van Dat bedroch der vrouwen dateert van omstreeks 1532 en is afkomstig uit de Utrechtse werkplaats «Inden gulden Leew» onder «Sinte Martens toorn» (de Domtoren) van Jans compagnon en opvolger, Jan Berntszoon, bij wie hij na zijn vertrek uit Antwerpen omstreeks 1530 zijn intrek nam. Het is een met houtsneden en ornamenten geïllustreerd boekje, samengesteld uit 10 (halve) katernen van 4 dubbelbladen en telt dus 80 bladzijden.
In de kunstgeschiedenis geldt als regel dat hoe populairder middeleeuwse gedrukte afbeeldingen waren, des te slechter zij bewaard bleven. Kostbare en zeer kostbare prenten werden direct na hun verschijnen al "collector's items" en hadden daarom een veel grotere kans om de tand des tijds te doorstaan. Met populair drukwerk is het net zo. Dat bedroch der vrouwen zal in zijn tijd een bijzonder populair en dus veelgelezen boekje geweest zijn, en juist dáárom is het zo slecht bewaard gebleven: letterlijk stukgelezen.

## Inhoud
0) algemene inleiding;

1) Adam bedrogen door Eva (Genesis);
 
2) CNN 1: notabele bedriegt zijn buurman omdat hij verliefd is op diens echtgenote, waarna zij samen de buurman bedriegen als die onverwacht hun samenzijn onderbreekt;

3) Loth bedrogen door zijn dochters (Genesis);
 
4) CNN 13: klerk bedriegt zijn werkgever op wiens echtgenote hij verliefd is door hem ervan te overtuigen dat hij geslachtloos is;
 
5) Sisara bedrogen door Jahel (Rechters);
 
6) CNN 16: thuisgebleven echtgenote van een kruisvaarder beschermt haar minnaar als haar man onverwacht terugkeert;
 
7) Holophernes bedrogen door Judith (Judit);
 
8) CNN 27: overspelige echtgenote bedriegt haar man door hem in een koffer op te sluiten;
 
9) Naboth gedood door Jesabel (1 Koningen);
 
10) CNN 34: vrouw bedriegt haar echtgenoot door ziekte voor te wenden;
 
11) Vergilius bedrogen (Doesborch-druk);
 
12) CNN 28: hofdame knoeit het schoothondje van haar vorstin om haar minnaar te ontmoeten;
 
13) Samson bedrogen door Dalida (Rechters);
 
14) CNN 35: echtgenote bedriegt haar man, maar die voelt zich achteraf allerminst benadeeld;
 
15) Hercules bedrogen door Dianyra (Doesborch-druk);
 
16) CNN 38: overspelige echtgenote bedriegt haar man die een grote vis gekocht heeft;
 
17) hoe de wijze koning Salomon door vrouwen bedrogen werd (1 Koningen);
 
18) bron onbekend: koopmansvrouw uit Danswick denkt in bed wat bij te verdienen;
 
19) Johannes de Doper onthoofd door bedrog van Herodias (Evangelie van Marcus);
 
20) CNN 37: belezen jaloerse echtgenoot uiteindelijk toch bedrogen;
 
21) Hercules bedrogen door Dianyra (Doesborch-druk);
 
22) CNN 61: bedrogen echtgenoot vangt de minnaar van zijn vrouw;
 
23) CNN 62: de avonturen van Jan Stotton en Thomas Branxton met hun Hollandse herbergierster.
In de Engelse vertaling - Jan van Doesborch verzorgde doorgaans dubbelproducties - The deceyte of women is de laatste anekdote weggelaten. Wilde Jan zijn Engelse lezers niet kwetsen? Of was deze anekdote een 'extraatje' om het boekje vol te maken? Feit is dat de structuur hiermee doorbroken wordt, want nu ontbreekt er een 'oud bedrog'.